# Silberprogramm
Das sog. „Silberprogramm“ war zur Zeit des Zweiten Weltkriegs ein geheimes Programm der deutschen Wehrmacht zum Aus- und Neubau von 95 Militärflugplätzen für den Betrieb von Strahlflugzeugen wie der Messerschmitt Me 262 oder der Arado Ar 234. Diese erforderten längere und besser befestigte (d. h. betonierte) Start- und Landebahnen als die bislang verwendeten Flugzeugmuster; im Rahmen des Programms waren Längen meist ab 1700 m vorgesehen, für Großflugplätze sogar 2000 oder 3000 m. Der o. g. Titel wurde am 20. Dezember 1944 vom Oberkommando der Luftwaffe für einen Anhang zu einer geheimen Kommandosache verwendet; ob ein anderer Name existiert, ist derzeit nicht geklärt.

## Liste der betroffenen Flugplätze
Quelle für alle Angaben: Zapf (2010), sofern nicht anders angegeben – dieses Werk listet aber nur 87 Flugplätze auf, die auf dem Gebiet des ehemaligen Deutschen Reichs entstanden bzw. entstehen sollten.
| Name                                   | Kategorie                              | Land   | Koordinaten                  | Anmerkungen |
| -------------------------------------- | -------------------------------------- | ------ | ---------------------------- | --- |
| Achmer                                 | Fliegerhorst                           | NI     | 52° 22′ 30″ N, 7° 55′ 15″ O  | Ausbau der Startbahnen abgeschlossen, restlicher Fliegerhorst aber nicht komplett vollendet. Stationierung von Me 262 (II./KG 51) und Ar 234 (Stab und III./KG 76). Heute Sonderlandeplatz, Rest verwildert. |
| Ahlhorn                                | Einsatzhafen                           | NI     | 52° 53′ 20″ N, 8° 13′ 36″ O  | Ausbau beschlossen; später Nutzung durch Royal Air Force bis 1958 und Bundeswehr (Luftwaffe, später Heer) bis 2006. Heute Gewerbegebiet, teils Nutzung als Sonderlandeplatz. |
| Alt-Lönnewitz                          | Fliegerhorst                           | BB     | 51° 32′ 50″ N, 13° 13′ 10″ O | Flugzeuge des Typs Arado Ar 234 wurden hier eingeflogen. Stationierung von Ar 234 (Stab, später III./KG 76) und Me 262 (3./JG 7). Nach dem Krieg bis 1993 von sowjetischen Streitkräften genutzt. Heute Gewerbe- und Industriegebiet sowie Sonderlandeplatz Falkenberg-Lönnewitz. |
| Babenhausen-Nord (auch Zellhausen-Süd) | Neubau                                 | HE     | 49° 58′ 43″ N, 9° 0′ 38″ O   | Nie fertiggestellt, abgetragen. |
| Bechhofen                              | Einsatzhafen                           | BY     | 49° 10′ 9″ N, 10° 35′ 24″ O  | Nutzung als DP-Lager, abgetragen. |
| Bermaringen                            | Neubau                                 | BW     | 48° 27′ 39″ N, 9° 52′ 26″ O  | Nie fertiggestellt, abgetragen. |
| Biblis-Startbahn (Kleinhausen)         | Neubau                                 | HE     | 49° 39′ 49″ N, 8° 31′ 29″ O  | Nie fertiggestellt, abgetragen. |
| Brandenburg-Briest                     | Fliegerhorst                           | BB     | 52° 26′ 10″ N, 12° 26′ 50″ O | 1944 einsatzbereit, Nutzung durch Me 262 (JG 7, JV 44, siehe dortige Artikel). Sollte zum Großflugplatz weiter ausgebaut werden. Nutzung durch sowjetische Truppen, Luftstreitkräfte der Nationalen Volksarmee, Bundeswehr; dann bis 2009 zivil genutzt. Heute Solarpark Brandenburg-Briest. |
| Brandis                                | Fliegerhorst                           | SN     | 51° 19′ 45″ N, 12° 39′ 10″ O | 1944 einsatzbereit. Belegung mit Me 262 (I.,III./JG 7) Nach Krieg: Nutzung durch sowjetische Truppen, dann bis 2005 zivile Nutzung. Heute Solarpark Waldpolenz. |
| Brieg                                  | Fliegerhorst                           | PL-16  | 50° 50′ 20″ N, 17° 24′ 50″ O | 1944 als Großflugplatz einsatzbereit. Nach Krieg: Nutzung durch Rote Armee, ab 1993 zivil. Inzwischen abgetragen und Industriegebiet. |
| Brockhagen                             | Neubau                                 | NI     | 51° 59′ 28″ N, 8° 20′ 44″ O  | Unklar, ob Bau überhaupt begonnen wurde. |
| Burg                                   | Fliegerhorst                           | ST     | 52° 15′ 30″ N, 11° 54′ 30″ O | Einsatz von Me 262 (I./JG 7; 10./NJG 11) und Ar 234 (KG 76) ab September 1944. Nach dem Krieg Kaserne der Kasernierten Volkspolizei, der Nationale Volksarmee. Seit 1990 Clausewitz-Kaserne des Heeres (Bundeswehr). |
| Dedelstorf                             | Fliegerhorst                           | NI     | 52° 42′ 45″ N, 10° 30′ 20″ O | Ausbau begonnen. Nach Krieg von Royal Air Force genutzt. Seit 1950 von Polizei, Bundesgrenzschutz und Bundeswehr (Heer) verwendet, aber nicht mehr fliegerisch genutzt. |
| Deutsch-Wagram                         | Fliegerhorst                           | AT-3   | 48° 18′ 10″ N, 16° 37′ 0″ O  | Ausbau zum Großflughafen 1945 fast abgeschlossen. Danach Nutzung durch sowjetische Truppen der Zentralen Heeresgruppe. Seit 1955 nicht mehr genutzt; heute Gewerbegebiet. |
| Dornberg-Nord                          | Neubau                                 | BW     | 49° 38′ 50″ N, 9° 23′ 55″ O  | Exakte Lage unbekannt. |
| Eggebek                                | Einsatzhafen                           | SH     | 54° 37′ 0″ N, 9° 21′ 0″ O    | Ausbau beschlossen. Einer der letzten Flugplätze des Deutschen Reiches bei Kriegsende. Danach kurz Verwendung durch Royal Air Force, dann abgetragen. 1959 Bau eines neuen Fliegerhorsts. Dann Nutzung durch Luftwaffe und Marine bis 2005. Heute Solarpark Eggebek. |
| Enkesen-im-Kiel                        | Neubau                                 | NW     | 51° 34′ 40″ N, 8° 12′ 54″ O  | Bis Kriegsende nicht fertiggestellt. Danach Nutzung durch britisches Army Air Corps. Heute ziviler Sonderlandeplatz Soest-Bad-Sassendorf. |
| Essen/Mülheim                          | Verkehrslandeplatz                     | NW     | 51° 24′ 20″ N, 6° 56′ 30″ O  | Bereits vor Kriegsbeginn mit betonierter Landebahn. Einsatz von Me 262 (II./KG 51) im Winter 1944/45. Danach Nutzung als Reparaturflughafen durch Alliierte. Seit 1950 zivile Mitnutzung als Verkehrsflughafen. Heute Verkehrslandeplatz. |
| Faßberg                                | Fliegerhorst                           | NI     | 52° 55′ 0″ N, 10° 11′ 30″ O  | Ausbau geplant, aber nicht begonnen. Letzter bekannter Abschuss eines gegnerischen Flugzeugs durch Luftwaffe am 8. Mai 1945 bei Überführungsflug von Saaz nach Faßberg. Ab 1945 Nutzung durch Royal Air Force, heute Heeresflugplatz der Bundeswehr. |
| Frankfurt-Rhein/Main                   | Verkehrsflughafen/ Einsatzhafen        | HE     | 50° 2′ 40″ N, 8° 35′ 25″ O   | Ausbau zum Großflugplatz bei Kriegsende fast abgeschlossen. Danach Nutzung durch US Air Force bis 2005. Seit 1946 Mitnutzung durch zivilen Luftverkehr; dieser dominierte rasch. Heute ist der Frankfurt Airport größter Verkehrsflughafen Deutschlands. |
| Füchtorf (auch Glandorf)               | Neubau                                 | NI     | 52° 4′ 5″ N, 8° 4′ 50″ O     | Nie fertiggestellt, abgetragen. |
| Fürstenberg                            | Neubau                                 | NW     | 51° 31′ 22″ N, 8° 46′ 33″ O  | Nie fertiggestellt, abgetragen. |
| Fürstenfeldbruck                       | Fliegerhorst                           | BY     | 48° 12′ 16″ N, 11° 16′ 18″ O | Ausbau Anfang 1945 fertiggestellt, Bodenteile der II./KG 54 waren im April 1945 hier stationiert, aber keine zugehörigen Me 262. Nach Krieg Nutzung durch US Air Force, dann Luftwaffe sowie zivile Mitnutzung. Seit 2015 kein Flugbetrieb mehr. Weiterverwendung unklar. |
| Ganacker (Landau a. d. Donau)          | Fliegerhorst                           | BY     | 48° 43′ 30″ N, 12° 41′ 45″ O | Ausbau durch Außenstelle des KZ Flossenbürg bei Kriegsende nicht abgeschlossen. Nach dem Krieg weitgehend abgetragen. |
| Geseke                                 | Feldflugplatz                          | NW     | 51° 37′ 5″ N, 8° 33′ 15″ O   | Nie fertiggestellt, abgetragen. |
| Giebelstadt                            | Fliegerhorst                           | BY     | 49° 39′ 10″ N, 9° 58′ 30″ O  | Ab 1944 Einsatz von Me 262 (Stab, I./KG(J) 54; Stab, I./KG 51). Ausbau zum Großflugplatz fast abgeschlossen. Tests mit Me 163. Nach Kriegsende Nutzung durch US Air Force, danach US Army (bis 2006). Heute Verkehrslandeplatz |
| Großenhain                             | Fliegerhorst                           | SN     | 51° 18′ 40″ N, 13° 33′ 10″ O | Ausbau geplant. Nach Krieg Nutzung durch sowjetische Streitkräfte bis 1993. Heute Verkehrslandeplatz. |
| Groß Lübars                            | Neubau                                 | ST     | 52° 8′ 30″ N, 12° 9′ 14″ O   | Nicht fertiggestellt, später Bau eines Flugplatzes durch sowjetische Streitkräfte. Heute Teil eines Truppenübungsplatzes. |
| Großostheim                            | Einsatzhafen                           | BY     | 49° 56′ 0″ N, 9° 2′ 15″ O    | Neubau einer Startbahn nicht abgeschlossen. Nach Krieg Nutzung als Vertriebenen- und Flüchtlingslager, heute Wohngebiet. |
| Großsachsenheim                        | Einsatzhafen                           | BW     | 48° 57′ 0″ N, 9° 2′ 45″ O    | Ausbau zum Großflugplatz nicht abgeschlossen, nach Kriegsende kurz von US Army Air Forces genutzt. Danach keine fliegerische Nutzung mehr, sondern bis 1987 Standort des amerikanischen Raketenabwehrprogramms Nike. |
| Hesepe                                 | Einsatzhafen                           | NI     | 52° 27′ 0″ N, 7° 57′ 5″ O    | Erster Kampfverband mit Me 262 war hier stationiert. Nach Kriegsende abgetragen. Bau einer Kaserne (Willem-Versteegh-Kamp) des niederländischen Heeres. Heute Ankunftszentrum für Asylbewerber. |
| Hilden                                 | Scheinflugplatz, Feldflugplatz         | NW     | 51° 11′ 25″ N, 6° 53′ 44″ O  | Ausbau wohl nicht abgeschlossen, nach dem Krieg abgetragen. |
| Hohenlobbese                           | Neubau                                 | BB     | 52° 9′ 56″ N, 12° 18′ 34″ O  | Bau erst begonnen, wieder abgetragen nach Kriegsende. |
| Hohn                                   | Einsatzhafen                           | SH     | 54° 19′ 0″ N, 9° 32′ 0″ O    | Ausbau nicht abgeschlossen, Einsatzhafen erst kurz vor Kriegsende besetzt. Nach Kriegsende zunächst demontiert. In den 1960er-Jahren Neubau als Fliegerhorst Hohn der heutigen Luftwaffe. |
| Hopsten                                | Einsatzhafen                           | NW     | 52° 20′ 40″ N, 7° 32′ 30″ O  | Sollte zum Großflughafen ausgebaut werden. Zapf (2010, S. 202) äußert sich nicht dazu, ob dieser begonnen oder abgeschlossen wurde. Erstflug der Arado Ar 234 V1 im Jahr 1943. Jedenfalls ab 1944 Belegung, ab September auch mit Me 262 (I./KG 51), Ar 234 (6./KG 76). Nach Krieg zunächst abgetragen. Ab 1959 Neubau als Fliegerhorst Hopsten der heutigen Luftwaffe (bis 2006). Heute Umbau zum Gewerbegebiet.                                                                            |
| Hörsching                              | Fliegerhorst                           | AT-4   | 48° 14′ 10″ N, 14° 11′ 15″ O | Ausbau geplant nicht vollkommen abgeschlossen. Nach Kriegsende erst Nutzung durch US Army. Seit 1957 militärisch als Fliegerhorst Vogler genutzt, seit 1964 auch zivil als Flughafen Linz. |
| Husum                                  | Einsatzhafen                           | SH     | 54° 30′ 0″ N, 9° 4′ 0″ O     | Ausbau bis Kriegsende nicht abgeschlossen, kurze Nutzung durch Royal Air Force, dann Abriss. 1957 Bau der bis heute genutzten Julius-Leber-Kaserne (erst Luftwaffe, heute Heer). |
| Ilshofen-Ost                           | Neubau (geplant)                       | BW     | 49° 10′ 10″ N, 9° 57′ 25″ O  | Unklar, ob Bau begonnen wurde. |
| Ilshofen-West                          | Neubau                                 | BW     | 49° 10′ 45″ N, 9° 54′ 8″ O   | Bau bei Kriegsende im Anfangsstadium: Bäume wurden gefällt; nach Krieg wieder aufgeforstet. |
| Kaltenkirchen                          | Einsatzhafen                           | SH     | 53° 49′ 55″ N, 9° 54′ 10″ O  | Bei Kriegsende eine Startbahn mit 1870 m Länge fertiggestellt. 1945 Belegung mit Me 262 (I./JG 7, NAGr 6), dann britisches Kriegsgefangenenlager. Startbahnen abgetragen, Nutzung als Standortübungsplatz. Heute FFH-Gebiet. |
| Kirchham                               | Feldflugplatz                          | BY     | 48° 20′ 15″ N, 13° 16′ 25″ O | Ausbau begonnen. Nach Kriegsende abgetragen. |
| Kitzingen                              | Fliegerhorst                           | BY     | 49° 44′ 30″ N, 10° 12′ 0″ O  | 1945 mit Me 262 (II./KG(J) 54) belegt, nach Kriegsende Kriegsgefangenenlager, bis 1947 Nutzung durch US Air Force, dann bis 2007 durch US Army. Heute Sonderlandeplatz. |
| Kloppenheim                            | Neubau                                 | HE     | 50° 13′ 2″ N, 8° 44′ 40″ O   | Unsicher, ob Bau begonnen wurde. |
| Lärz                                   | Feldflugplatz                          | MV     | 53° 18′ 25″ N, 12° 44′ 50″ O | Erprobungsplatz (Me 262, He 178). Einsatz Me 262 (II./JG 7). Hauptstartbahn mit Länge von 1900 m, sollte auf 2500 m verlängert werden. Nach Kriegsende Nutzung durch sowjetische Streitkräfte bis 1993. Heute Verkehrslandeplatz Müritz Airpark. |
| Lechfeld                               | Fliegerhorst                           | BY     | 48° 11′ 20″ N, 10° 51′ 40″ O | Flugplatz, an dem Versuche mit Me 262 durchgeführt wurden; auch Einsatz durch JG 7, NAGr 6. Bis 1947 Nutzung durch US Army Air Forces. Seit 1956 Fliegerhorst Lechfeld der Luftwaffe. |
| Leck                                   | Einsatzhafen                           | SH     | 54° 47′ 20″ N, 8° 57′ 45″ O  | Ausbau nicht abgeschlossen, nach Kriegsende abgebrochen. 1959 Neubau als Fliegerhorst, 1993 aufgelöst, seitdem Teil der Südtondern-Kaserne. |
| Leipheim                               | Fliegerhorst                           | BY     | 48° 26′ 25″ N, 10° 14′ 0″ O  | Zusätzlich Flugwerft der Messerschmitt AG. Endmontage der Me 321, Me 323, Me 262. Erstflug der Me 262 V-3 im Sommer 1942. Länge der Startbahn im Jahr 1944: 1420 m, Ausbau auf 1700 m geplant. Einsatz Me 262 (I./KG 51(J)). Ab 1944 Nutzung eines naheliegenden Autobahnstücks (mit Länge 1800 m) für das sog. Waldwerk „Spießingen“. Nach Kriegsende DP-Lager, ab 1950 Nutzung durch US Army, ab 1957 durch US Air Force bis 1959, Luftwaffe bis 2008. Heute Gewerbe- und Industriegebiet. |
| Limburg-Linter                         | Einsatzhafen                           | HE     | 50° 21′ 45″ N, 8° 21′ 45″ O  | Ausbau auf 1700 m. Nach Kriegsende abgetragen. |
| Lübeck-Blankensee                      | Fliegerhorst                           | SH     | 53° 48′ 20″ N, 10° 42′ 40″ O | Startbahnlänge Anfang 1945: 1800 m. Einsatz Me 262 durch 10./NJG 11. Nach kampfloser Übernahme Anfang Mai 1945 Nutzung durch Royal Air Force bis 1949. Währenddessen Ausgangsort der Berliner Luftbrücke. Ab 1949 Flüchtlingslager, ab 1951 zivile Nutzung. Zudem Zieldarstellung für die Bundeswehr und Kaserne der Bundeswehr. Heute Verkehrsflughafen. |
| Marienloh                              | Neubau (geplant)                       | NW     | 51° 45′ 5″ N, 8° 48′ 18″ O   | Bau wohl nicht begonnen. |
| Marx                                   | Einsatzhafen                           | NI     | 53° 25′ 9″ N, 7° 53′ 50″ O   | Ausbau wohl nicht abgeschlossen, nach Krieg abgetragen. |
| Mengen                                 | Einsatzhafen                           | BW     | 48° 3′ 0″ N, 9° 22′ 10″ O    | Nutzung für Testflüge für Dornier-Werke: Do 217, Do 335 (für letztere Erstflug). Ab 1945 Nutzung durch französische Luftstreitkräfte. Von 1957 bis 1978 Nutzung durch Bundeswehr. Seit 1952 zivil mit genutzt, heute ausschließlich ziviler Verkehrslandeplatz. |
| München-Riem                           | Verkehrsflughafen                      | BY     | 48° 7′ 55″ N, 11° 42′ 0″ O   | Ausbau nicht abgeschlossen, aber bereits 1944 Belegung mit Me 262 (KG 51, siehe dortiger Artikel). Von Kriegsende bis 1948 Nutzung durch US Air Force. Danach bis 1992 Nutzung als Verkehrsflughafen. Heute Messe München. |
| Münster-Handorf                        | Fliegerhorst                           | NW     | 51° 59′ 45″ N, 7° 44′ 0″ O   | Belegung mit Me 262 („Sonderkommandos Braunegg“) und Ar 234 (9./KG 76). Nach Kriegsende Flüchtlingslager. 1957 Neubau einer Kaserne, Standort des US-amerikanischen Raketenabwehrprogramms Nike. Heute Lützow-Kaserne (Münster). |
| Neubrandenburg                         | Fliegerhorst                           | MV     | 53° 36′ 10″ N, 13° 18′ 40″ O | Endmontage Focke-Wulf Fw 190. Ausbau von 1100 auf 1700 m wohl nicht begonnen. Nach Kriegsende Nutzung durch sowjetische Streitkräfte bis 1956, durch Luftstreitkräfte der Nationalen Volksarmee bis 1990, Luftwaffe bis 2014. Heute ziviler Verkehrsflughafen. |
| Neuburg/Donau                          | Fliegerhorst                           | BY     | 48° 42′ 35″ N, 11° 13′ 30″ O | Ab 1944 auch Belegung mit Me 262 (I./KG 40). Ab 1945 Endmontage der Me 262 im Waldwerk „Burghausen“, nach Weltkrieg zunächst ungenutzt. Seit 1961 Fliegerhorst Neuburg der Luftwaffe. |
| Nordholz                               | Einsatzhafen                           | NI     | 53° 46′ 25″ N, 8° 39′ 0″ O   | Ausbau geplant. Nach Kriegsende Nutzung durch US Army Air Forces bis 1947, dann durch Royal Air Force, bald abgetragen. 1959 Neubau des heutigen Fliegerhorsts Nordholz der Marine, seit 2002 auch zivil, heute als See-Flughafen Cuxhaven/Nordholz. |
| Obertraubling                          | Fliegerhorst                           | BY     | 48° 58′ 50″ N, 12° 11′ 40″ O | Endmontage der Me 321, der Me 323, der Me 163, der Bf 109 und Teilmontage der Me 262. Ausbau nur begonnen. Nach Kriegsende Vertriebenenlager, dann Gründung der Stadt Neutraubling. |
| Oranienburg                            | Industrieplatz                         | BB     | 52° 43′ 55″ N, 13° 13′ 0″ O  | Produktion der He 111, He 177 und Ju 88, vermutlich auch Me 163 (siehe Artikel). Startbahn mit 2100 m, Belegung mit Me 262 (I.,II./JG 7), Ar 234 (Nachtjagderprobungskommando Ar 234), ggf. Me 163. Nach Krieg bis 1994 Nutzung durch sowjetischen Streitkräfte. Heute Industriegebiet. |
| Otterfing                              | Neubau                                 | BY     | 47° 54′ 35″ N, 11° 39′ 25″ O | Unklar, ob Bau begonnen wurde. |
| Parchim                                | Fliegerhorst                           | MV     | 53° 25′ 40″ N, 11° 47′ 10″ O | Großflugplatz mit Startbahn der Länge 2500 m, sollte um 100 m verlängert werden. Ende 1944 Belegung mit Me 262 (9./JG 7). Teilweise Abriss. 1952 erneuter Ausbau zum Militärflugplatz der sowjetischen Streitkräfte, Übergabe an Deutschland 1992, Rückbau. Seitdem zivil genutzt, heute Verkehrsflughafen Schwerin-Parchim. |
| Penzing                                | Flugplatz                              | BY     | 48° 4′ 15″ N, 10° 56′ 40″ O  | Ausweichhafen, Anfang des Ausbaus. Nach Ende des Kriegs Abstellfläche der US Air Force. Später abgetragen. Abweichende Quelle für diesen Flugplatz: Jürgen Zapf (2015, S. 7) |
| Petershagen                            | Neubau                                 | NW     | 52° 21′ 20″ N, 8° 55′ 35″ O  | Unklar, ob Bau begonnen wurde. |
| Plantlünne                             | Einsatzhafen                           | NI     | 52° 26′ 10″ N, 7° 23′ 40″ O  | Ausbauzustand unklar. Abgetragen. |
| Plattling                              | Einsatzhafen                           | BY     | 48° 48′ 0″ N, 12° 52′ 0″ O   | Ausbau durch Außenlager des KZ Flossenbürg nicht abgeschlossen. Nach Krieg Nutzung als Kriegsgefangenen-, dann Vertriebenenlager. Heute Industriegebiet. |
| Prowehren (heute Tschkalowsk)          | Einsatzhafen                           | RU-KGD | 54° 46′ 0″ N, 20° 24′ 45″ O  | Einsatzbereiter Flugplatz mit Startbahn der Länge 1800 m. Seit Kriegsende Nutzung durch Rote Armee, heute durch russische Seefliegerkräfte. |
| Rheine-Bentlage                        | Fliegerhorst                           | NW     | 52° 17′ 25″ N, 7° 23′ 0″ O   | Nutzung durch Me 262 (KG 51), Nach Kriegsende abgetragen. Ab 1960 Heeresflugplatz Theodor-Blank-Kaserne, 2017 militärischer Flugbetrieb endgültig eingestellt. 2019 reaktiviert. Zivile Nutzung. |
| Rotenburg                              | Fliegerhorst                           | NI     | 53° 7′ 40″ N, 9° 21′ 5″ O    | Ausbau geplant. Nach dem Krieg von der British Army besetzt. Ab 1958 bis 1990 Heeresflugplatz der Bundeswehr. Heute teils Von-Düring-Kaserne (ohne Flugbetrieb), Rest ziviler Verkehrslandeplatz. |
| Saaz                                   | Neubau                                 | CZ-42  | 50° 22′ 15″ N, 13° 35′ 25″ O | Neubau wohl als eine reine Start- und Landebahn der Länge 1700 m abgeschlossen. 18 hier verbliebene Me 262 der JG 7, KG 51(J) dienten als ein Ausgangspunkt für die Produktion der Avia S-92 (siehe Artikel dort). Letzter bekannter Abschuss eines gegnerischen Flugzeugs durch Luftwaffe am 8. Mai 1945 bei Überführungsflug von Saaz nach Faßberg. Nach dem Krieg Fliegerhorst der tschechoslowakischen Luftstreitkräfte bis 2002 (Schließung 1993). Heute Umwandlung in Industriegebiet. |
| Schafstädt                             | Einsatzhafen                           | ST     | 51° 22′ 30″ N, 11° 41′ 55″ O | Ausbau zumindest zum Teil erfolgt, nach Kriegsende abgetragen. |
| Schleswig-Land                         | Fliegerhorst                           | SH     | 54° 27′ 50″ N, 9° 31′ 15″ O  | Bei Kriegsende Ausbau von 1700 auf 2080 m noch nicht abgeschlossen; danach Verwendung durch Royal Air Force bis 1958. Seitdem Fliegerhorst Schleswig/Jagel der Bundeswehr (bis 1993 Marine, danach Luftwaffe) |
| Schwäbisch Hall                        | Fliegerhorst                           | BW     | 49° 7′ 0″ N, 9° 47′ 0″ O     | In einem getarnten Werk in der Nähe ab 1944 Endmontage der Me 262. Nach dem Kriegsende kurzzeitig DP-Lager, dann Nutzung durch US Army bis 1993. Seit 1994 ziviler Verkehrslandeplatz Schwäbisch Hall-Hessental. |
| Schwesing                              | Einsatzhafen (im Bau), Scheinflughafen | SH     | 54° 31′ 5″ N, 9° 7′ 30″ O    | Ausbau offenbar nicht abgeschlossen; nach dem Krieg abgerissen. Ab 1958 als Fliegerhorst Husum der Luftwaffe neugebaut, 1993 als solcher geschlossen. Südwestlicher Teil heute ziviler Verkehrslandeplatz „Flughafen Husum“, nordöstlicher Teil Kaserne des Heer. Startbahn weitestgehend intakt. |
| Sigisweiler                            | Neubau                                 | BW     | 49° 19′ 50″ N, 9° 58′ 30″ O  | Nie fertiggestellt, abgetragen. |
| Steinenbach                            | Neubau                                 | BW     | 48° 53′ 50″ N, 9° 49′ 30″ O  | Nie fertiggestellt, abgetragen. |
| Störmede                               | Einsatzhafen                           | NW     | 51° 37′ 0″ N, 8° 28′ 15″ O   | Ausbau nicht abgeschlossen. Nach Kriegsende abgetragen. In den 1970er-Jahren erneut zivil fliegerisch genutzt. |
| Varel-Friedrichfeld                    | Einsatzhafen                           | NI     | 53° 22′ 20″ N, 8° 2′ 40″ O   | Ausbau befohlen. Nach dem Krieg DP-Lager, dann Leerstand. Von 1960 bis 2008 Standortübungsplatz der Frieslandkaserne. Heute Naturschutzgebiet zum Ausgleich für Bau der Bundesautobahn 20. |
| Varrelbusch                            | Einsatzhafen                           | NI     | 52° 54′ 41″ N, 8° 2′ 39″ O   | Ausbau wohl nicht abgeschlossen. Ab April 1945 bis Kriegsende Standort der Royal Canadian Air Force, dann bis 1950 Nutzung durch Royal Air Force. Danach Abriss. 1973 bis 2002 Nike- und Patriot-Stellungen. Heute zivile Nutzung als Verkehrslandeplatz. |
| Vechta                                 | Einsatzhafen                           | NI     | 52° 43′ 40″ N, 8° 16′ 0″ O   | Ausbau zumindest teilweise abgeschlossen. Nach Kriegsende abgetragen, heute hauptsächlich Wohngebiet. |
| Vörden                                 | Einsatzhafen                           | NI     | 52° 26′ 45″ N, 8° 4′ 40″ O   | Ausbau nicht abgeschlossen. Nach Krieg Nutzung durch British Army als Parkplatz, dann niederländische Nike-Stellung bis 1988. Wegen hoher Munitionsbelastung keine Folgenutzung möglich. Heute Standortübungsplatz. |
| Weiterstadt                            | Neubau                                 | HE     | 49° 54′ 37″ N, 8° 32′ 14″ O  | Bis Kriegsende nicht fertiggestellt. Kurzzeitig Nutzung durch US Air Force, gegen Ende als Abstellplatz. Dann abgerissen. |
| Wenzendorf                             | Industrieplatz                         | NI     | 53° 20′ 15″ N, 9° 47′ 15″ O  | Montage und Umbau u. a. von Do 17, Ju 86, Ju 88, BV 141B, Bf 109, Bf 110, Me 210, Me 262. Nach dem Weltkrieg demontiert. Heute Landwirtschaftliche Fläche sowie Segelfluggelände Wenzendorf. |
| Wesendorf                              | Fliegerhorst                           | NI     | 52° 34′ 30″ N, 10° 30′ 50″ O | Ausbau zum Großflugplatz mit 3000 m langen Startbahnen nicht abgeschlossen (nur 2100 m fortgeschritten gebaut), kurzzeitige Stationierung von Me 262. Nach dem Krieg bis 1958 Nutzung durch Royal Air Force. Dann bis 2008 Nutzung durch Luftwaffe bzw. Heer. Heute Park. |
| Wittmundhafen                          | Einsatzhafen                           | NI     | 53° 32′ 50″ N, 7° 39′ 30″ O  | Ausbau zum Großflugplatz nicht abgeschlossen. Nach dem Krieg abgerissen. Ende der 1950er Jahre Beginn des seit 1963 verwendeten Fliegerhorsts Wittmundhafen der Luftwaffe. |
| Zeppernick                             | Neubau                                 | ST     | 52° 7′ 49″ N, 12° 2′ 45″ O   | Bau nie fertiggestellt, abgetragen. |
| Zerbst                                 | Fliegerhorst                           | ST     | 51° 59′ 48″ N, 12° 8′ 0″ O   | Bau zum Großflugplatz wohl nicht abgeschlossen. Kurzzeitige Belegung mit Me 262 (KG 54). Nutzung durch sowjetische Streitkräfte bis 1992. Heute Sonderlandeplatz und Solarpark. |
| Zwischenahn                            | Fliegerhorst (Land & See)              | NI     | 53° 12′ 30″ N, 7° 59′ 30″ O  | Ausbau wohl nicht abgeschlossen. Nach dem Krieg abgerissen, dann erst britisches, später deutsches Militärkrankenhaus. Heute teils Golfplatz, teils gemischtes Wohn- und Gewerbegebiet. Zum Teil aber Nutzung als Segelfluggelände Oldenburg/Bad Zwischenahn. |